# 埃蒂永
埃蒂永（法語：Étion，發音：[etjɔ̃]）是法国阿登省的一个旧市镇。1966年，埃蒂永与邻近的4个市镇合并为沙勒维尔-梅济耶尔。

## 地理
埃蒂永（49°47'18.23"N, 4°41'39.60"E）位于法国大東部大區阿登省，该省份为法国北部内陆省份，西接埃纳省，南至马恩省，东临默兹省，北与比利时接壤。
埃蒂永的时区为UTC+01:00、UTC+02:00（夏令时）。

## 行政
埃蒂永的邮政编码为08000，INSEE市镇编码为08105。

## 人口
埃蒂永于1962年时的人口数量为734人。